# 沈兆沄
沈兆沄（1784年—1877年），字瑩川、號拙安，直隶天津縣（今屬天津市）人，清朝政治人物。諡文和。

## 生平
嘉慶十五年（1810年），鄉試中舉；嘉慶二十二年（1817年），登進士，改翰林院庶吉士，次年授翰林院編修。歷官國史館協修、國史館漢纂修、國史館提調、功臣館纂修、起居注協修。道光八年（1828年），任湖南鄉試正考官。次年，任會試同考官、文淵閣校理。道光十一年，任日講起居注官、江蘇松江府知府。道光十三年，任江蘇蘇州府知府。道光十七年，改任江蘇江寧府知府，署江蘇江安糧儲道、江南鹽巡道。道光十九年，任江蘇江安糧儲道；道光二十三年，署江寧布政使。咸豐元年（1851年），任河南按察使。次年，任山西按察使。咸豐三年，署河南布政使。咸豐四年，署山西布政使。咸豐九年，任浙江布政使。

## 著作
著有《戒訟說》、《捕蝗備要》、《易義輯聞》、《篷總錄》。

## 家族
有子沈維鈺、沈維璥、沈維瑞，孫沈恩闓、沈恩益、沈恩官、沈恩紱、沈恩嘉。